# Памятник Мешади Азизбекову (Баку)
Памятник Мешади Азизбекову (азерб. Məşədi Əzizbəyovun heykəli) — памятник видному деятелю революционного движения в Азербайджане Мешади Азизбекову в Баку. Открытие памятника состоялось в 1976 году в Ясамальском районе города. Скульптор памятника — народный художник Азербайджана Токай Мамедов, архитектор — Г. Мухтаров.
За создание памятника скульптор Токай Мамедов в 1978 году был удостоен Государственной премии СССР.
В 2009 году памятник был отремонтирован, надпись на постаменте с кириллицы была заменена на латиницу. Несмотря на это, в ночь с 25 на 26 апреля 2009 года памятник был демонтирован. Сотрудники районной администрации отметили, что памятник снесён по поручению исполнительной власти города Баку. Заслуженный архитектор Азербайджана Рена Эфендизаде отметила, что снос памятника является «необходимой данью настоящему времени»:
В том, что центр города освободили от памятника, нет ничего удивительного — меняется эпоха, меняются и памятники… Хотя композиция выполнена прекрасно, но этот памятник необходимо было снести еще тогда, когда в городе демонтировали мемориалы остальных комиссаров.
Однако, как отметила Эфендизаде, памятник Азизбекову, в отличие от памятников Ленина и Кирова, которые были расплавлены, не будет уничтожен. Эфендизаде утверждала, что в Азербайджане в скором времени будет создан мемориальный парк, куда соберут каменные свидетельства прошлых эпох, в том числе и памятник Мешади Азизбекова, но этого не произошло. Дальнейшая его судьба остаётся неизвестной.